# Châteauneuf-sur-Loire
Châteauneuf-sur-Loire és un municipi francès, situat al departament del Loiret i a la regió de Centre – Vall del Loira. L'any 2007 tenia 7.801 habitants.
Dins de la població podem trobar el Castell de Châteauneuf-sur-Loire, que forma part del lloc Castells del Loira, declarat Patrimoni de la Humanitat per la UNESCO.

## Demografia

### Població
El 2007 la població de fet de Châteauneuf-sur-Loire era de 7.801 persones. Hi havia 3.280 famílies, de les quals 984 eren unipersonals (364 homes vivint sols i 620 dones vivint soles), 1.071 parelles sense fills, 964 parelles amb fills i 261 famílies monoparentals amb fills.
La població ha evolucionat segons el següent gràfic:
Habitants censats

### Habitatges
El 2007 hi havia 3.734 habitatges, 3.324 eren l'habitatge principal de la família, 126 eren segones residències i 284 estaven desocupats. 2.805 eren cases i 913 eren apartaments. Dels 3.324 habitatges principals, 1.913 estaven ocupats pels seus propietaris, 1.345 estaven llogats i ocupats pels llogaters i 66 estaven cedits a títol gratuït; 62 tenien una cambra, 322 en tenien dues, 845 en tenien tres, 906 en tenien quatre i 1.189 en tenien cinc o més. 2.464 habitatges disposaven pel capbaix d'una plaça de pàrquing. A 1.588 habitatges hi havia un automòbil i a 1.327 n'hi havia dos o més.

### Piràmide de població
La piràmide de població per edats i sexe el 2009 era:
| Homes | Edats   | Dones |
| ----- | ------- | ----- |
| 4     | 95 o +  | 24    |
| 12    | 90 a 94 | 32    |
| 56    | 85 a 89 | 112   |
| 48    | 80 a 84 | 80    |
| 128   | 75 a 79 | 208   |
| 144   | 70 a 74 | 160   |
| 164   | 65 a 69 | 164   |
| 196   | 60 a 64 | 176   |
| 180   | 55 a 59 | 128   |
| 228   | 50 a 54 | 300   |
| 216   | 45 a 49 | 232   |
| 244   | 40 a 44 | 220   |
| 228   | 35 a 39 | 248   |
| 232   | 30 a 34 | 208   |
| 292   | 25 a 29 | 244   |
| 200   | 20 a 24 | 228   |
| 220   | 15 a 19 | 232   |
| 276   | 10 a 14 | 256   |
| 200   | 5 a 9   | 172   |
| 180   | 0 a 4   | 172   |

## Economia
El 2007 la població en edat de treballar era de 4.796 persones, 3.622 eren actives i 1.174 eren inactives. De les 3.622 persones actives 3.313 estaven ocupades (1.753 homes i 1.560 dones) i 309 estaven aturades (129 homes i 180 dones). De les 1.174 persones inactives 468 estaven jubilades, 315 estaven estudiant i 391 estaven classificades com a «altres inactius».

### Ingressos
El 2009 a Châteauneuf-sur-Loire hi havia 3.413 unitats fiscals que integraven 7.977 persones, la mediana anual d'ingressos fiscals per persona era de 18.573 €.

### Activitats econòmiques
Dels 408 establiments que hi havia el 2007, 7 eren d'empreses extractives, 8 d'empreses alimentàries, 13 d'empreses de fabricació d'altres productes industrials, 66 d'empreses de construcció, 110 d'empreses de comerç i reparació d'automòbils, 18 d'empreses de transport, 18 d'empreses d'hostatgeria i restauració, 3 d'empreses d'informació i comunicació, 21 d'empreses financeres, 32 d'empreses immobiliàries, 46 d'empreses de serveis, 39 d'entitats de l'administració pública i 27 d'empreses classificades com a «altres activitats de serveis».
Dels 122 establiments de servei als particulars que hi havia el 2009, 1 era una oficina d'administració d'Hisenda pública, 1 gendarmeria, 1 oficina de correu, 9 oficines bancàries, 3 funeràries, 12 tallers de reparació d'automòbils i de material agrícola, 2 tallers d'inspecció tècnica de vehicles, 3 autoescoles, 17 paletes, 5 guixaires pintors, 12 fusteries, 4 lampisteries, 4 electricistes, 7 empreses de construcció, 7 perruqueries, 2 veterinaris, 4 agències de treball temporal, 11 restaurants, 8 agències immobiliàries, 4 tintoreries i 5 salons de bellesa.
Dels 41 establiments comercials que hi havia el 2009, 4 eren supermercats, 1 un supermercat, 1 una gran superfície de material de bricolatge, 2 botiges de menys de 120 m², 4 fleques, 4 carnisseries, 1 una botiga de congelats, 1 una peixateria, 6 botigues de roba, 5 botigues d'equipament de la llar, 2 sabateries, 2 botigues d'electrodomèstics, 1 una botiga d'electrodomèstics, 2 botigues de material esportiu, 1 una perfumeria i 4 floristeries.
L'any 2000 a Châteauneuf-sur-Loire hi havia 28 explotacions agrícoles que ocupaven un total de 517 hectàrees.

## Equipaments sanitaris i escolars
El 2009 hi havia 1 psiquiàtric i 4 farmàcies.
El 2009 hi havia 2 escoles maternals i 3 escoles elementals. Châteauneuf-sur-Loire disposava d'un col·legi d'educació secundària amb 540 alumnes.

## Poblacions més properes
El següent diagrama mostra les poblacions més properes.